# Ленберг
Ленберг (нім. Löhnberg) — громада в Німеччині, знаходиться в землі Гессен. Підпорядковується адміністративному округу Гіссен. Входить до складу району Лімбург-Вайльбург.
Площа — 33,85 км2. Населення становить 4539 ос. (станом на 31 грудня 2020).